# ロバート・アンディーノ
- ロベルト・アンディーノ

ロバート・ラザロ・アンディーノ（Robert Lazaro Andino, 1984年4月25日 - ）は、アメリカ合衆国・フロリダ州マイアミ出身の元プロ野球選手（内野手）。右投右打。

## 経歴

### プロ入りとマーリンズ時代
2002年のMLBドラフト2巡目（全体52位）でフロリダ・マーリンズに入団。契約金は75万ドルだった。
2005年9月4日のニューヨーク・メッツ戦でメジャーデビュー。
2006年からは遊撃のハンリー・ラミレス、二塁のダン・アグラがマーリンズで不動のレギュラーとなり、アンディーノにはなかなか昇格のチャンスが回ってこなかった。マーリンズ時代のメジャー出場は4年間で計79試合に留まった。

### オリオールズ時代
2009年4月1日にヘイデン・ペンとのトレードで、ボルチモア・オリオールズに移籍した。同年は控え遊撃手として78試合に出場した。
2010年4月4日に40人枠から外されるが、ウェイバー公示中に他球団から獲得の申し入れはなく、AAA級ノーフォーク・タイズに降格となった。9月のロースター拡大に伴ってメジャーに復帰した。
2011年はブライアン・ロバーツの離脱により二塁手としての出場機会が増え、自己最多の139試合に出場。初の規定打席到達を果たした。9月28日のボストン・レッドソックスとのシーズン最終戦では、ジョナサン・パペルボンからサヨナラ打を放った。これにより、タンパベイ・レイズの逆転ワイルドカード獲得が決まった。
2012年は打率.211と低調な成績に終わった。

### マリナーズ時代
2012年11月20日にトレイボン・ロビンソンとのトレードで、シアトル・マリナーズへ移籍した。
2013年5月24日にDFAとなり、マイナー降格となった。

### パイレーツ傘下時代
2013年7月31日にトレードでピッツバーグ・パイレーツへ移籍。10月1日にFAとなった。
2014年1月7日にパイレーツとマイナー契約で再契約した。この年のメジャーでのプレーは無かった。

### 独立リーグ時代
2015年3月に独立リーグ・アトランティックリーグのサマセット・ペイトリオッツと契約。

### マーリンズ復帰
2015年12月14日に古巣のマイアミ・マーリンズとマイナー契約を結んだ。
2016年は開幕を傘下のAAA級ニューオーリンズ・ゼファーズで迎え、8月14日にメジャー契約を結ぶと、メジャーロースター25人枠入りし、3年ぶりのメジャー昇格を果たした。9月15日にDFAとなり、20日に自由契約となった。

### オリオールズ復帰
2017年2月7日、オリオールズのスプリングトレーニングに招待選手として参加することになった。

## プレースタイル
打撃
バッティングではミート力、パワーともに高くない。メジャーでもマイナーでも打率にムラがあり、.200を下回るシーズンも多いが、.280以上を記録したシーズンも複数ある。
走塁
2桁盗塁を決める走力を持つが、マイナーで2006年に13盗塁・11盗塁死、2007年に21盗塁・13盗塁死という成績で、成功率自体は高くない。
守備
二塁手を守る機会が多く、守備能力は高い。ユーティリティ性が高く、メジャーではセカンド241試合・遊撃手152試合・三塁手50試合を守った実績 (2015年終了時点) があり、外野守備に就いた経験もある。二塁手の守備力の高さは、通算DRS + 12という成績にも表れている。

## 詳細情報

### 年度別打撃成績
| 年 度     | 球 団     | 試 合 | 打 席 | 打 数 | 得 点 | 安 打 | 二 塁 打 | 三 塁 打 | 本 塁 打 | 塁 打 | 打 点 | 盗 塁 | 盗 塁 死 | 犠 打 | 犠 飛 | 四 球 | 敬 遠 | 死 球 | 三 振 | 併 殺 打 | 打 率 | 出 塁 率 | 長 打 率 | O P S |
| --------- | --------- | ----- | ----- | ----- | ----- | ----- | -------- | -------- | -------- | ----- | ----- | ----- | -------- | ----- | ----- | ----- | ----- | ----- | ----- | -------- | ----- | -------- | -------- | ----- |
| 2005      | FLA       | 17    | 50    | 44    | 4     | 7     | 4        | 0        | 0        | 11    | 1     | 1     | 0        | 1     | 0     | 5     | 1     | 0     | 8     | 2        | .159  | .245     | .250     | .495  |
| 2006      | FLA       | 11    | 28    | 24    | 0     | 4     | 1        | 0        | 0        | 5     | 2     | 1     | 0        | 1     | 2     | 1     | 0     | 0     | 6     | 0        | .167  | .185     | .208     | .394  |
| 2007      | FLA       | 7     | 13    | 13    | 0     | 5     | 1        | 0        | 0        | 6     | 0     | 0     | 0        | 0     | 0     | 0     | 0     | 0     | 2     | 0        | .385  | .385     | .462     | .846  |
| 2008      | FLA       | 44    | 68    | 63    | 7     | 13    | 2        | 0        | 2        | 21    | 9     | 0     | 0        | 1     | 0     | 4     | 0     | 0     | 23    | 1        | .206  | .254     | .333     | .587  |
| 2009      | BAL       | 78    | 215   | 198   | 31    | 44    | 7        | 0        | 2        | 57    | 10    | 3     | 3        | 0     | 2     | 15    | 1     | 0     | 47    | 6        | .222  | .274     | .288     | .562  |
| 2010      | BAL       | 16    | 66    | 61    | 6     | 18    | 4        | 0        | 2        | 28    | 6     | 1     | 1        | 0     | 1     | 3     | 0     | 1     | 13    | 3        | .295  | .333     | .459     | .792  |
| 2011      | BAL       | 139   | 511   | 457   | 63    | 120   | 22       | 0        | 5        | 157   | 36    | 13    | 3        | 9     | 1     | 41    | 0     | 3     | 83    | 14       | .263  | .327     | .344     | .670  |
| 2012      | BAL       | 127   | 431   | 384   | 41    | 81    | 13       | 1        | 7        | 117   | 28    | 5     | 5        | 7     | 1     | 37    | 0     | 2     | 100   | 13       | .211  | .283     | .305     | .588  |
| 2013      | SEA       | 29    | 85    | 76    | 5     | 14    | 4        | 0        | 0        | 18    | 4     | 0     | 0        | 2     | 0     | 7     | 0     | 0     | 27    | 3        | .184  | .253     | .237     | .490  |
| 2016      | MIA       | 13    | 24    | 24    | 2     | 7     | 0        | 0        | 0        | 7     | 1     | 0     | 0        | 0     | 0     | 0     | 0     | 0     | 4     | 0        | .292  | .292     | .292     | .583  |
| MLB：10年 | MLB：10年 | 481   | 1491  | 1344  | 159   | 313   | 58       | 1        | 18       | 427   | 96    | 24    | 12       | 21    | 7     | 113   | 2     | 6     | 313   | 42       | .233  | .294     | .318     | .612  |

- 2017年度シーズン終了時

### 背番号
- 4（2005年）
- 11（2006年 - 2008年、2011年 - 2012年）
- 12（2009年 - 2010年）
- 3（2013年）
- 1（2016年）